# Хмельницкий, Василий Иванович
Василий Иванович Хмельницкий (укр. Василь Іванович Хмельницький; род. 10 сентября 1966, село Баянаул, Павлодарская область, Казахская ССР, СССР) — украинский бизнесмен, основатель холдинговой компании UFuture. Входит в рейтинг ТОП-50 Forbes Украина. Народный депутат Украины пяти созывов.

## Биография
Родился в Казахстане, в городе Баянаул Павлодарской области. Отец был трактористом, мать — маляром.
В 1984 году окончил СПТУ по специальности «слесарь-сварщик» в городе Ватутино Черкасской области.
В 2002 году окончил юридический факультет Киевского национального университета.
В 1987—1991 годах, после срочной службы в Советской армии, работал газоэлектросварщиком, мастером строительно-монтажного управления в Ленинграде.
В 1991—1998 годах работал: заведующим информационно-аналитическим отделом советско-американского СП «Орими-Вуд» (Ленинград), директором АО «Данаприс», начальником информационно-аналитического отдела АО «Реал-Груп».

## Бизнес и инвестиции
Свою бизнес-империю Василий Хмельницкий начал строить с традиционных секторов, таких как недвижимость и инфраструктура, позже начал инвестировать в фармацевтическое производство, возобновляемую энергетику, высокие технологии и инновации.
С 2004 по 2008 год активно инвестирует, покупая и продавая собственные активы. В 2006 году состоялась успешная продажа мажоритарного пакета акций металлургического завода «Запорожсталь». Эта сделка принесла компании Хмельницкого $400 млн.
Василий Хмельницкий начал работать в Украинском союзе промышленников и предпринимателей в должности вице-президента в 2014 году. С 2015 года в должности первого вице-президента активно занимался продвижением Украины в мире, привлечением иностранных инвестиций, технологий и опыта, развитием производственных и региональных проектов. В начале 2019 года сложил полномочия, чтобы сосредоточиться на развитии бизнес и социальных проектов холдинговой компании UFuture.
На Европейском бизнес-саммите 2 июня 2016 года Василий Хмельницкий представил стратегию развития украинских регионов на примере города Белая Церковь, на период до 2025 года. Проект предполагает привлечение $250 млн инвестиций, создание семи тысяч рабочих мест, индустриального парка, технопарка, бизнес-инкубатора.
В УСПП Василий Хмельницкий курировал продвижение инвестиционного потенциала Украины, в частности, привлечение зарубежного капитала и технологий и развитие региональных проектов. Является сторонником строительства в стране новых современных промышленных производств, создания индустриальных парков
«Когда экономика страны начнет расти, все активы, в том числе и мои, и других бизнесменов, станут дороже. Мы станем богаче. Это и есть бизнес-модель, просто люди не понимают, что проекты созданы не для получения прибыли здесь и сейчас. У нас все проекты рассчитаны на период не менее 10 лет», — Василий Хмельницкий
Является мажоритарным акционером компании UDP. По состоянию на 2018 год компания UDP построила более 3 млн квадратных метров и стала одним из крупнейших девелоперов недвижимости и инфраструктурных предприятий страны.
Кроме UDP, группа имеет в своей собственности или управлении международный аэропорт «Киев» им. И. Сикорского, национального оператора наружной рекламы РТМ и Индустриальный парк «Белая Церковь».
Василий Хмельницкий также является председателем наблюдательного совета Национального технического университета «Харьковский политехнический институт».
Инициатор создания Киевского международного экономического форума.
На момент июля 2018 года стоимость активов холдинговой компании Ufuture составляет $ 750 млн.
В 2013 году «Фокус» оценил состояние Василия Хмельницкого в $888,6 млн (21 место рейтинга «200 самых богатых людей Украины»). 
В 2015 году в рейтинге «Forbes» «100 богатейших» Хмельницкий занял 35 место с состоянием в $148 млн. 
В 2017 году основал первый на территории Украины инновационный парк UNIT.City.
Согласно рейтингу журнала «Корреспондент» занимает 73 место в списке самых влиятельных людей Украины.

## Политика
Народный депутат Украины пяти созывов. В первый раз избран парламентарием в 1998 году по списку Партии зелёных Украины. Финансировал первую  и успешную избирательную кампанию Партии зеленых Украины. За годы каденции состоял также во фракции БЮТ и в Партии регионов. Окончил парламентскую деятельность в составе депутатской группы «Суверенная европейская Украина».
Голосовал за «Законы 16 января» в январе 2014 года.
Во время парламентских выборов на Украине 2014 года не баллотировался. Из политики ушёл в 2015 году. По состоянию на июль 2018 года не является членом какой-либо политической партии.

## Семья
- Жена — Зоя Литвин, глава общественной организации «Освитория»
- Сыновья: Александр (1993 г. р.), Иван (2007 г. р.). Дочка Мария (2020 г.р.)

## История с мотоциклетным заводом
Из исчезнувшего интерьвью ua-news.liga.net
- Тут, в UNIT.City був раніше мотоциклетний завод. По ньому були інвестзобов'язання ...
- Все виконано.
- Скільки ви побудували мотоциклів?
- Мотоциклів і колясок (посміхається).
- Ну так.
- Не знаю. Не керував заводом. Але Фонд держмайна весь час моніторив. Ви помітили, що після купівлі заводу ми не стали тут через рік будувати парк. Ми витримали всі зобов'язання.
- Але ви ж повинні були випускати мотоцикли.
- Ми, напевно, і випускали їх.
- Можете уточнити?
- Можу. Ви знаєте, ви зараз хочете підловити мене на чомусь.
- Так.
- Так, це буде цікаво для преси. Дивіться, давайте поясню, що таке мотоциклетний завод. Усі говорять: ось, це старий завод, тут стільки мотоциклів було випущено. Але це все в минулому. Це все не має до майбутнього й до теперішнього ніякого стосунку. Це завод, який працював на Радянський союз. І після того, як він зник, це стало непотрібним кладовищем старих корпусів.
Насправді, якби сьогодні я захотів випускати мотоцикли, чесно скажу, я взяв би один цех, уклав контракт із Honda і випускав би сучасні мотоцикли. Тут зараз немає ні R&D центру, нічого. Ми настільки відстали, що нам треба було б починати з якимось крутим партнером.
Навіщо Хмельницькому мотоцикли?

## 147 га Беличанского леса
“Сегодня[середа, 29 червня 2022 г] ВХСУ удовлетворил кассационную жалобу фирмы олигарха-регионала Василия Хмельницкого и отменил законные решения первых инстанций, которыми в 2015 году столице были возвращены 147 гектар среди национального парка в Беличанскому лесу. Суд проигнорировал все аргументы прокуратуры, которая по моему депутатскому обращению подала иск в суд в интересах общины”, - написал нардеп, бывший депутат Киевсовета.
Речь об участке по адресу ул. Пономарева, 1-а, площадью 147,11 га, который оценивается в 247,404 млн грн.
“Во время судебных процессов представители Киевсовета по поручению (мэра Киева Виталия) Кличко были на стороне олигарха Василия Хмельницкого...”, - утверждает Юрий Левченко.
Напомним, история с Беличанским лесом началась 12 июля 2007 года, когда Киевсовет решением № 1054/1715 сначала передал землю, на которой расположен военный городок в аренду ООО “Столица Центробуд”. 8 октября 2009 года решением №362/2431 Киевсовет бесплатно передал 147 га в собственность жилищно-строительному кооперативу “Жилбудсервис” - для строительства жилья. “Жилбудсервис” перед самоликвидацией передал землю в качестве вклада в уставный фонд ООО “Бионик Лэнд”.